# Deutsch-Französische Brigade
Die Deutsch-Französische Brigade (D/F Brig; französisch brigade franco-allemande) ist eine rund 6000 Mann starke binationale Infanteriebrigade aus französischen und deutschen Truppen mit Sitz des Stabes im deutschen Müllheim im Markgräflerland.
Alle Truppenteile waren bis 2009 in Deutschland stationiert; seit 2010 haben die Soldaten des französischen 3. Husarenregiments und des deutschen Jägerbataillons 291 ihre militärische Heimat im französischen Nordosten; ebenso wie das, nach der Auflösung des in Donaueschingen beheimateten 110e régiment d’infanterie am 24. Juni 2014, neu unterstellte 1er régiment d’infanterie.
Die Brigade ist in die Befehlsstrukturen des Eurokorps eingebunden.
Die deutschen Truppenteile unterstehen truppendienstlich der 10. Panzerdivision.
Die französischen Truppenteile unterstehen truppendienstlich der französischen 1re division blindée.

## Auftrag
Die Brigade ist bei Übungen und im Einsatz Teil des Eurokorps, dessen Verbände als schnelle Eingreifverbände mit der Befähigung für friedenserzwingende Operationen eingesetzt werden können. Entsprechend sind die deutschen Brigadeteile als Teil der Eingreifkräfte klassifiziert. Die Brigade besitzt zur Erfüllung des Auftrages schnell luftverlegbare Vorauskräfte. Die Brigade ist außerdem befähigt, weitere Verbände aus den Mitgliedsländern des Eurokorps aufzunehmen. Die Brigade stellt zeitlich begrenzt Kräfte für die NATO Response Force (schnelle Eingreiftruppe) sowie für die EU Battlegroup und dient als Initial Entry Force Capability (IEFC) des Eurokorps.

## Motto und Uniform

### Motto
Das Motto der Brigade lautet „Gemeinsam für den Frieden und Sicherheit in Europa“ („ensemble pour la paix et la sécurité en Europe“).

### Wappenschild
Das Verbandsabzeichen der Brigade enthält in stilisierter Form die Flagge Frankreichs und die Flagge Deutschlands, die sich als Zeichen der deutsch-französischen Verbundenheit die gemeinsame Wappenfarbe Rot teilen. Der Wappenschild ist, wie sonst nur bei Divisionen, mit einer silbernen Kordel mit eingeflochtenem schwarzen Faden umrandet. Da die Brigade zwischenzeitlich keiner Division, sondern den jeweiligen Heereskommandos direkt unterstand, ist diese Umrandung „passend“.

### Truppenfahnen
Die französische Truppenfahne der Brigade erinnert an das 14e Régiment de commandement et de soutien (Lyon), dessen Tradition die Brigade fortführt. Die Schriftzüge Russie 1812 und Grande Guerre 1914–1918 erinnern an die Kriege des 14. Regiments.
Der deutsche Anteil führt eine Truppenfahne mit den Fahnenbändern D/F Versorgungsbataillon sowie Der Ministerpräsident des Landes Baden-Württemberg dem Deutsch-Französischen Versorgungsbataillon (verliehen 2001).

### Uniform
Die Soldaten der Brigade tragen zwar die Uniform ihres jeweiligen Landes, als Zeichen der Zusammengehörigkeit jedoch gemeinsam dazu das Barett, einheitlich in der typischen französischen Barettfarbe Marineblau, mit einem dem deutsch-französischen Verbandsabzeichen entsprechenden Barettabzeichen (anstelle unterschiedlicher Barettfarben und Abzeichen) und auf deutsche Weise mit dem Abzeichen nach links. Das Barettabzeichen entspricht dem französischen Muster. 
Den Soldaten des Jägerbataillons 292 stehen als bundesweit einzigem Verband Schultertücher (französisch „foulard de compagnie“) zum Zeichen der Verbundenheit mit den Franzosen zur Verfügung. Hintergrund ist die gemeinsame Stationierung mit dem ehemals zur Brigade gehörenden französischen 110e régiment d’infanterie in Donaueschingen, das mittlerweile jedoch aufgelöst wurde. Sie kennzeichnen durch Kompaniefarben die Zugehörigkeit zur jeweiligen Kompanie.
Mitte 2008 wurde auf Wunsch der französischen Seite das deutsche Barettabzeichen geändert. Die neue Version trägt, ebenso wie beim Deutsch-Niederländischen Korps, dem Multinationalen Korps Nord-Ost und dem Eurokorps im Gegensatz zu allen anderen deutschen Barettabzeichen nun keine deutsche Flagge am unteren Rand mehr.

## Gliederung

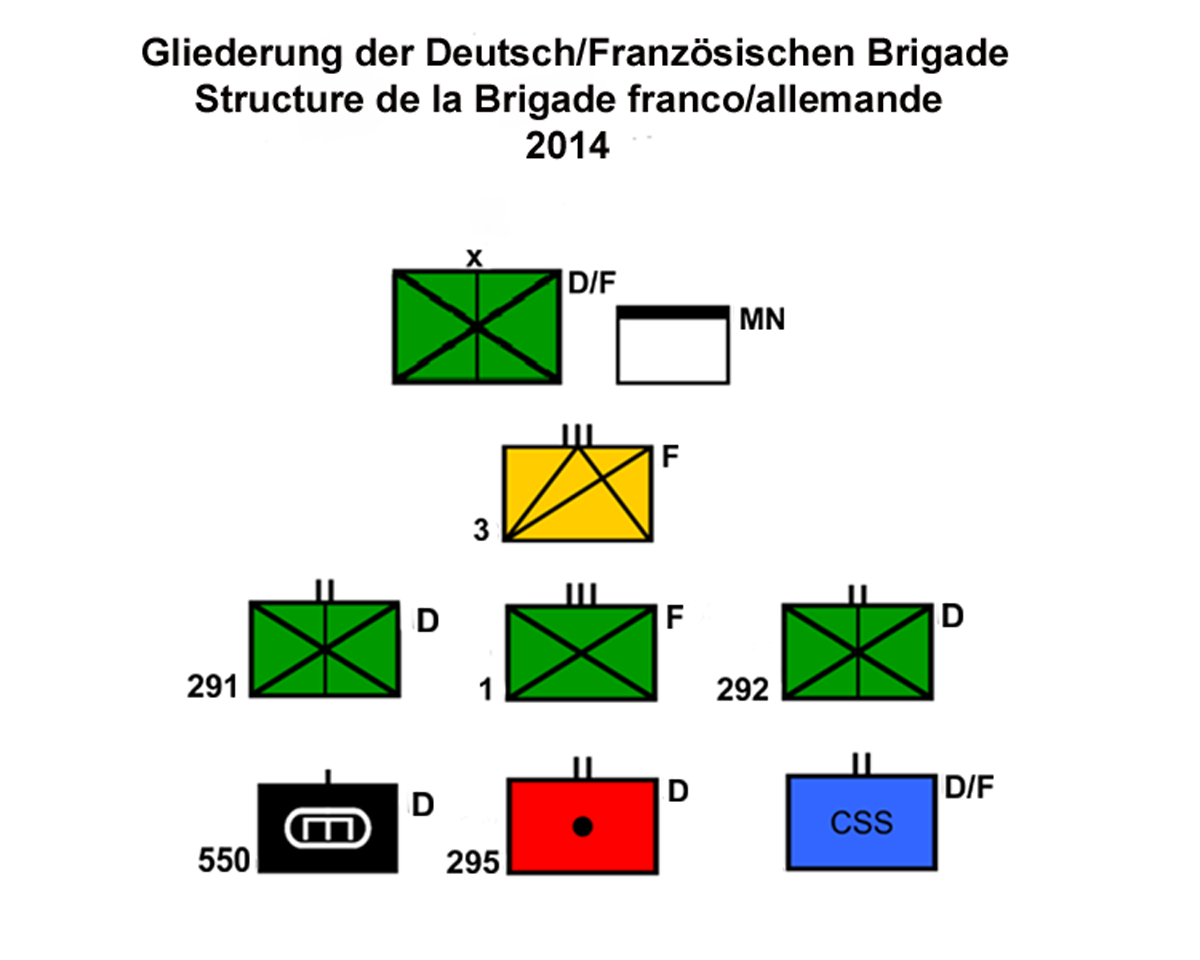
Gliederung

- Stab (/ in Müllheim)

- Stabs-/Fernmeldekompanie (/ in Müllheim)
  - Fernmeldestaffel (/)

- 3e régiment de hussards ( Metz)
  - Stab 3. Husarenregiment
  - 3 Aufklärungskompanien
  - 1 Leichte Aufklärungs- und Panzerabwehrkompanie
  - 1 Versorgungs- und Unterstützungskompanie
  - 1 Einsatz- und Unterstützungskompanie

- 1er régiment d’infanterie ( Sarrebourg)
  - Stabs- und Versorgungskompanie
  - 4 Kampfkompanien mit VAB
  - 1 schneller Eingreifzug (SAED)
  - 1 Regiments-Aufklärungsszug (SRR)
  - 1 Erkundungs und Unterstützungskompanie
  - 1 Reservistenkompanie (gekadert)

- Jägerbataillon 291 ( Illkirch-Graffenstaden)
  - Stab Jägerbataillon 291
  - 1./JgBtl 291 (Stabs- und Versorgungskompanie)
  - 2./JgBtl 291 (Jägerkompanie)
  - 3./JgBtl 291 (Jägerkompanie)
  - 4./JgBtl 291 (Aufklärungskompanie)

- Jägerbataillon 292 ( Donaueschingen, Fürstenberg-Kaserne)
  - Stab und Stabszug Jägerbataillon 292
  - 1./JgBtl 292 (Versorgungs- und Unterstützungskompanie; Donaueschingen)
  - 2./JgBtl 292 (Jägerkompanie; Donaueschingen)
  - 3./JgBtl 292 (Jägerkompanie; Donaueschingen)
  - 4./JgBtl 292 (Jägerkompanie; Donaueschingen)
  - 5./JgBtl 292 (Schwere Jägerkompanie; Stetten am kalten Markt)

- Artilleriebataillon 295 ( Stetten am kalten Markt)
  - Stab Artilleriebataillon 295
  - 1./ArtBtl 295 (Stabs- und Versorgungskompanie)
  - 2./ArtBtl 295 (Rohrartilleriebatterie)
  - 3./ArtBtl 295 (Rohrartilleriebatterie)
  - 4./ArtBtl 295 (Raketenartilleriebatterie)
  - 5./ArtBtl 295 (Aufklärungsbatterie)
  - 6./ArtBtl 295 (Ausbildungsbatterie)

- Deutsch-Französisches Versorgungsbataillon (/ Müllheim)
  - Stab Deutsch-französisches Versorgungsbataillon
  - 1./DEU/FRA VersBtl (Stabs- und Versorgungskompanie; / Müllheim)
  - 2./DEU/FRA VersBtl (Nachschubkompanie; / Müllheim)
  - 3./DEU/FRA VersBtl (Instandsetzungskompanie; / Donaueschingen)
  - Einsatz- und Unterstützungskompanie ( Müllheim)

- Panzerpionierkompanie 550 ( Stetten am Kalten Markt)

Die Brigade ist in ihrer Gliederung als Jägerbrigade zu bezeichnen.
Die Führungen der Deutsch-Französischen Brigade, der selbständigen Stabs- und Fernmeldekompanie, des Deutsch-Französischen Versorgungsbataillons und der binationalen Kompanien des Deutsch-Französischen Versorgungsbataillons wechseln im Zweijahresrhythmus zwischen deutschen und französischen Offizieren, konträr dazu wechseln die jeweiligen Stellvertreter.
Das 3. Husarenregiment ist von seiner Ausstattung her als leichtes Panzeraufklärungsbataillon zu klassifizieren. Mit seinen Spähpanzern AMX-10 RC stellt es jedoch die „schwere“ Komponente der Brigade dar. Als Aufklärungskräfte der Brigade fungieren die Soldaten der 4. Kompanie des Jägerbataillons 291.
Das 1er régiment d’infanterie besteht seit 1479 und ist eine der ältesten und am längsten sich im aktiven Dienst befindliche Militäreinheit der Welt.
Mit dem Jägerbataillon 291 untersteht der Brigade das einzige dauerhaft außerhalb Deutschlands stationierte Kampftruppenbataillon der Bundeswehr.

## Geschichte

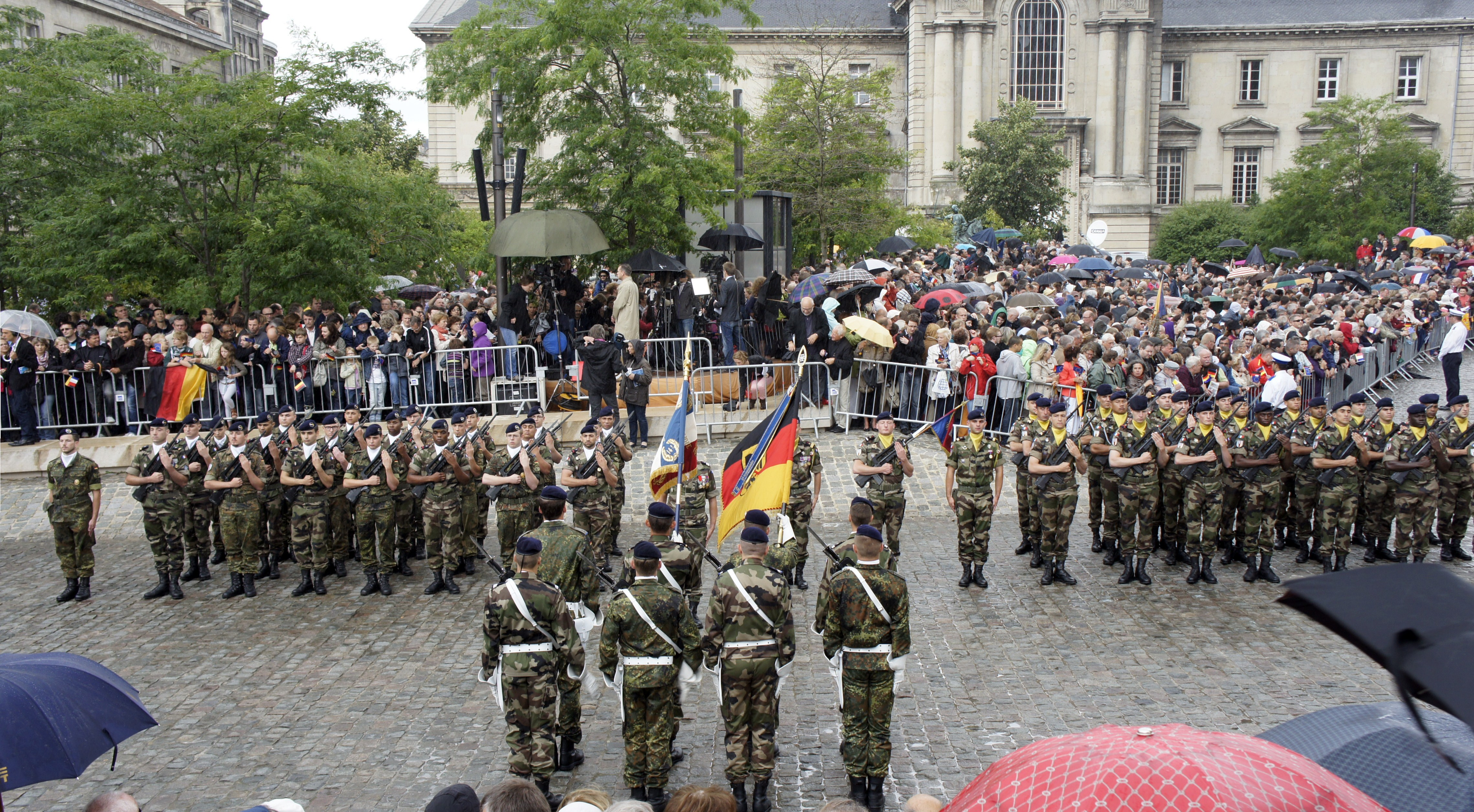
Soldaten der Deutsch-Französischen Brigade bei einer Parade in Reims im Oktober 2012

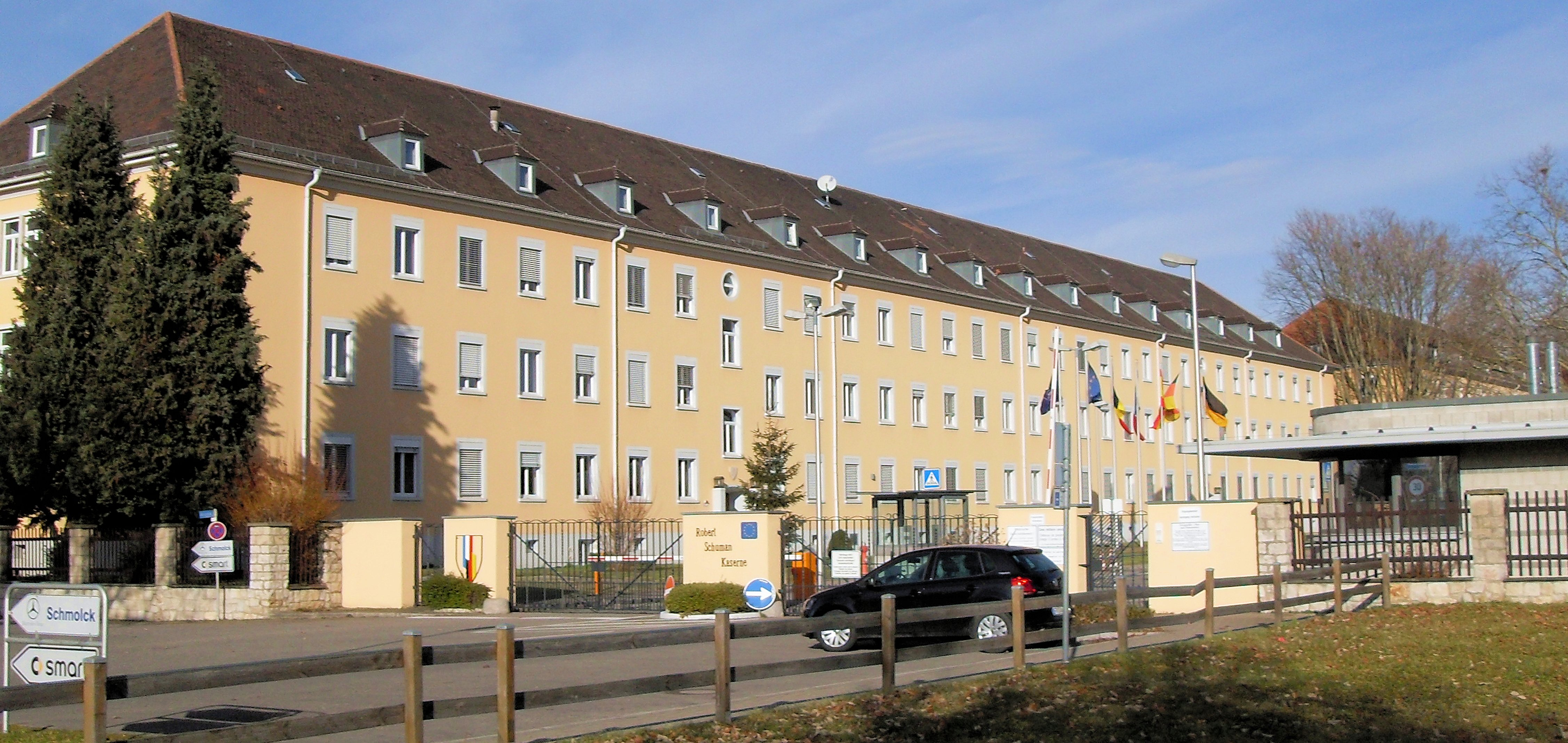
Stabsgebäude der Deutsch-Französischen Brigade in Müllheim

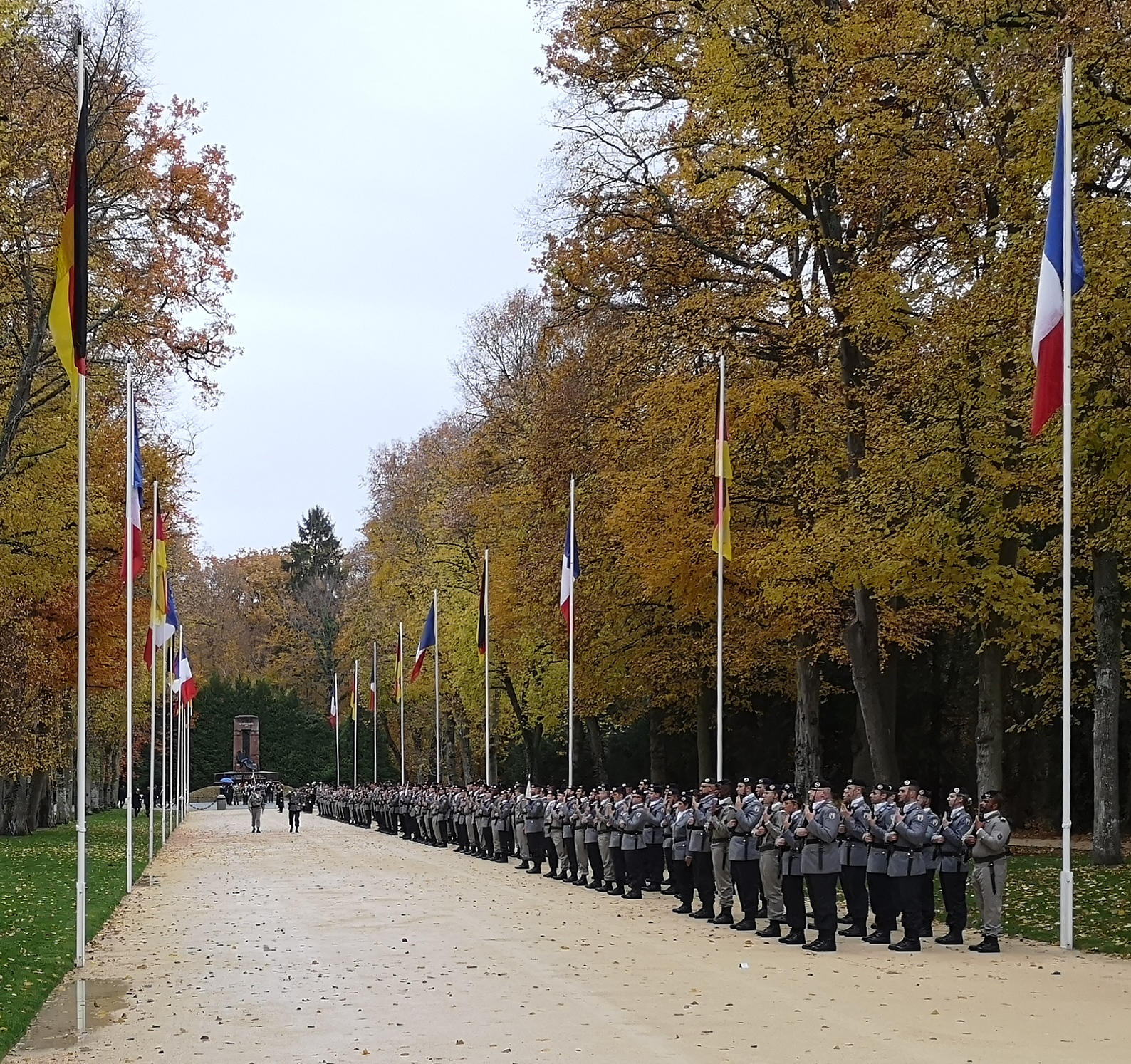
Deutsch-Französische Brigade, im Hintergrund das Denkmal zu Ehren der französischen Rückgewinnung von Elsaß-Lothringen in Compiègne

1987 wurde auf einem Gipfeltreffen zwischen Helmut Kohl und François Mitterrand in Karlsruhe die Entscheidung für die Gründung eines gemischten deutsch-französischen Verbandes getroffen. Die Brigade wurde daraufhin 1989 in Böblingen aufgestellt und 1990 in Dienst gestellt. Zur Aufstellung wurden Teile der Heimatschutzbrigade 55 herangezogen. 1992 verlegte der Stab nach Müllheim. 1993 wurde die Brigade in das Eurokorps eingebunden.
Verschiedene Truppenteile der Brigade, insbesondere die beiden Jägerbataillone, waren seitdem in allen wichtigen Einsatzgebieten der Bundeswehr präsent.
Zwischen 1996 und 2003 waren Kräfte der Brigade Teile der deutschen Kontingente für IFOR, SFOR, KFOR und TFF/OAH in Kroatien, Bosnien, Nordmazedonien und dem Kosovo. 1997 verloren zwei Soldaten bei einem Schießunfall in Bosnien ihr Leben.
2004/2005 führte der Verband die Multinationale Brigade in Kabul im Rahmen von ISAF.
Von Februar bis Juli 2018 stellte das Jägerbataillon 292 unter Führung von Oberstleutnant Wolf Rüdiger Otto den Kern der 3. Rotation der multinationalen NATO-Battlegroup Lithuania bei der Mission NATO Enhanced Forward Presence in Litauen.
Drei Mal, 2015/2016, 2018 und zuletzt 2020 leitete die Deutsch-Französische Brigade das deutsche Einsatzkontingent in Mali im Rahmen von EUTM Mali und MINUSMA. Der Chef des Stabes der Brigade, Oberst Ingo Korzetz, war Kontingentführer des 12. und 13. Einsatzkontingents MINUSMA.

## Brigadekommandeure
| Nr. | Name                                     | Nation      | Beginn der Berufung | Ende der Berufung  |
| --- | ---------------------------------------- | ----------- | ------------------- | ------------------ |
| 18  | Brigadegeneral Christian Friedl          | Deutschland | 17. Juli 2023       | Juli 2025          |
| 17  | Général de brigade Jean Philippe Leroux  | Frankreich  | 5. Juli 2021        | 17. Juli 2023      |
| 16  | Brigadegeneral Peter Mirow               | Deutschland | 12. September 2019  | 5. Juli 2021       |
| 15  | Général de brigade Bertrand Boyard       | Frankreich  | 12. Juli 2017       | 12. September 2019 |
| 14  | Brigadegeneral Werner Albl               | Deutschland | 1. Juli 2015        | 12. Juli 2017      |
| 13  | Général de brigade Marc André Rudkiewicz | Frankreich  | 15. Juli 2013       | 1. Juli 2015       |
| 12  | Brigadegeneral Gert-Johannes Hagemann    | Deutschland | 1. Juli 2011        | 30. April 2013     |
| 11  | Général de brigade Philippe Chalmel      | Frankreich  | 24. September 2009  | 30. Juni 2011      |
| 10  | Brigadegeneral Andreas Berg              | Deutschland | 20. September 2007  | 24. September 2009 |
| 9   | Général de brigade Bruno Pinget          | Frankreich  | 22. September 2005  | 20. September 2007 |
| 8   | Brigadegeneral Walter Spindler           | Deutschland | 2003                | 22. September 2005 |
| 7   | Général de brigade Bernard Oberto        | Frankreich  | 2001                | 2003               |
| 6   | Brigadegeneral Georg Nachtsheim          | Deutschland | 24. Oktober 1999    | 28. September 2001 |
| 5   | Général de brigade Alain Lefèvre         | Frankreich  | 29. September 1997  | 24. Oktober 1999   |
| 4   | Brigadegeneral Hans-Otto Budde           | Deutschland | 1995                | 1997               |
| 3   | Général de Brigade Bernard Friedrich     | Frankreich  | 1993                | 1995               |
| 2   | Brigadegeneral Helmut Neubauer           | Deutschland | 1991                | 1993               |
| 1   | Général de brigade Jean Sengeisen        | Frankreich  | 1989                | 1991               |

## Film
Im Mai 2021 wurden an drei von 26 Drehtagen Teile des 76. Lena-Odenthal-Tatorts mit dem Arbeitstitel „Das Verhör“ bei der Brigade und in Müllheim gedreht. Ungewöhnlich war, dass bei diesem Tatort echte Fahrzeuge, die Kulisse der Robert-Schuman-Kaserne (deren Namensschriftzug neben dem Eingangsportal kurz zu erkennen ist) und rund 35 Komparsen aus der Brigade für Authentizität sorgten. Sonst werden militärische Elemente meist nachgebaut. Allerdings handelte es sich im Film um ein fiktives binationales Infanteriebataillon in der Nähe von Ludwigshafen, und so wurde vor der Kaserne auch die rheinland-pfälzische Flagge gehisst. Die Erstausstrahlung erfolgte am 4. September 2022 im Ersten.